# 284
Криза Римської імперії у 3 столітті. Зміна імператора. У Китаї править династія Західна Цзінь, в Японії триває період Ямато, в Індії період занепаду Кушанської імперії, у Персії править династія Сассанідів.
На території лісостепової України Черняхівська культура. У Північному Причорномор'ї готи й сармати.

## Події
- Нумеріан, брат і співправитель імператора убитий, повертаючись із походу проти персів.
- Марк Аврелій Карін після смерті брата стає одноосібним імператором Риму.
- У римській провінції Паннонія повсталі війська проголошують імператором Юліана.
- 20 листопада — в Нікомедії, по смерті римського імператора Нумеріана, війська проголосили імператором Діоклетіана; сенат визнав його повноваження в наступному році.
- У Галлії розпочинаються повстання багаудів.

## Померли
- Дометій (візантійський єпископ)
- Нумеріан